# Mònica Dòria Vilarrubla
Mònica Dòria Vilarrubla   (la Seu d'Urgell, 4 de desembre de 1999) és una piragüista d'eslàlom andorrana. Competeix amb el Club Cadí Canoë-Kayak de la Seu d'Urgell en les modalitats C1 de canoa individual, K1 de caiac individual i també en caiac cross (extrem).
És la primera esportista de la història d'Andorra que ha arribat a la final d'uns Jocs Olímpics i que ha guanyat un diploma olímpic.

## Trajectòria
Esportista en l'àmbit internacional des del 2014, guanyà la medalla d'or de la prova C1 als Campionats d'Europa Júnior de 2017 de Hagen. Posteriorment, obtingué els seus millors resultats al Campionat del Món de Canoa Eslàlom de 2019 celebrats a la Seu d'Urgell: vuitena en C1 i trentena en K1.
Aquelles marques li varen merèixer l'accés olímpic, fet pel qual es convertí en l'abanderada d'Andorra als Jocs Olímpics d'estiu del 2020, hostatjats a Tòquio. En aquella edició, finalitzà setzena en l'esdeveniment K1 i onzena en el C1, després de ser eliminada en les semifinals d'ambdues modalitats. La participació de Dòria Vilarruba fou la segona d'Andorra en el piragüisme olímpic després de la de Montserrat Garcia Riberaygua, en K1, a l'edició del 2008 a Beijing.
Entre el 2021 i el 2022, obtingué una medalla de bronze als Campionats d'Europa Sub-23 i dues de bronze més als Campionats del Món Sub-23, una d'elles corresponent al caiac cross, que li obriren les portes a una nova disputa olímpica en totes tres branques.
Quatre anys més tard, en els Jocs Olímpics de París del 2024, competí novament en les modalitats K1 i C1, però alhora també de caiac cross, en l'edició de l'estrena d'aquest tipus d'esport olímpic. Dòria Vilarrubla assistí al certamen amb l'objectiu professional del diploma olímpic. Pel que fa a K1, quedà eliminada a la semifinal després de saltar-se una porta. I en les proves de C1, quedà tercera durant la semifinal amb un temps de 106,8 segons i sense cap penalització. En la final, acabà sisena, amb 106,53 segons i guardonada amb el diploma olímpic.

## Palmarès

### Podis individuals en competicions júnior
| Any  | Competició                 | Lloc de celebració | Podi | Modalitat   |
| ---- | -------------------------- | ------------------ | ---- | ----------- |
| 2017 | Campionats d'Europa Júnior | Hagen              | 1a   | C1          |
| 2021 | Campionats d'Europa Sub-23 | Solkan             | 3a   | C1          |
| 2022 | Campionats del Món Sub-23  | Ivrea              | 3a   | K1          |
| 2022 | Campionats del Món Sub-23  | Ivrea              | 3a   | Caiac cross |

### Podis individuals en Campionats del Món
| Any  | Data                   | Lloc de celebració                       | Podi | Modalitat   |
| ---- | ---------------------- | ---------------------------------------- | ---- | ----------- |
| 2019 | 23 de juny del 2019    | Bratislava                               | 2a   | C1          |
| 2022 | 3 de setembre del 2022 | La Seu d'Urgell (Parc Olímpic del Segre) | 3a   | K1          |
| 2023 | 4 de juny del 2023     | Augsburg                                 | 3a   | Caiac cross |
| 2023 | 10 de juny del 2023    | Praga                                    | 2a   | C1          |
| 2024 | 1r de juny del 2024    | Augsburg                                 | 3a   | C1          |